# Halo-halo

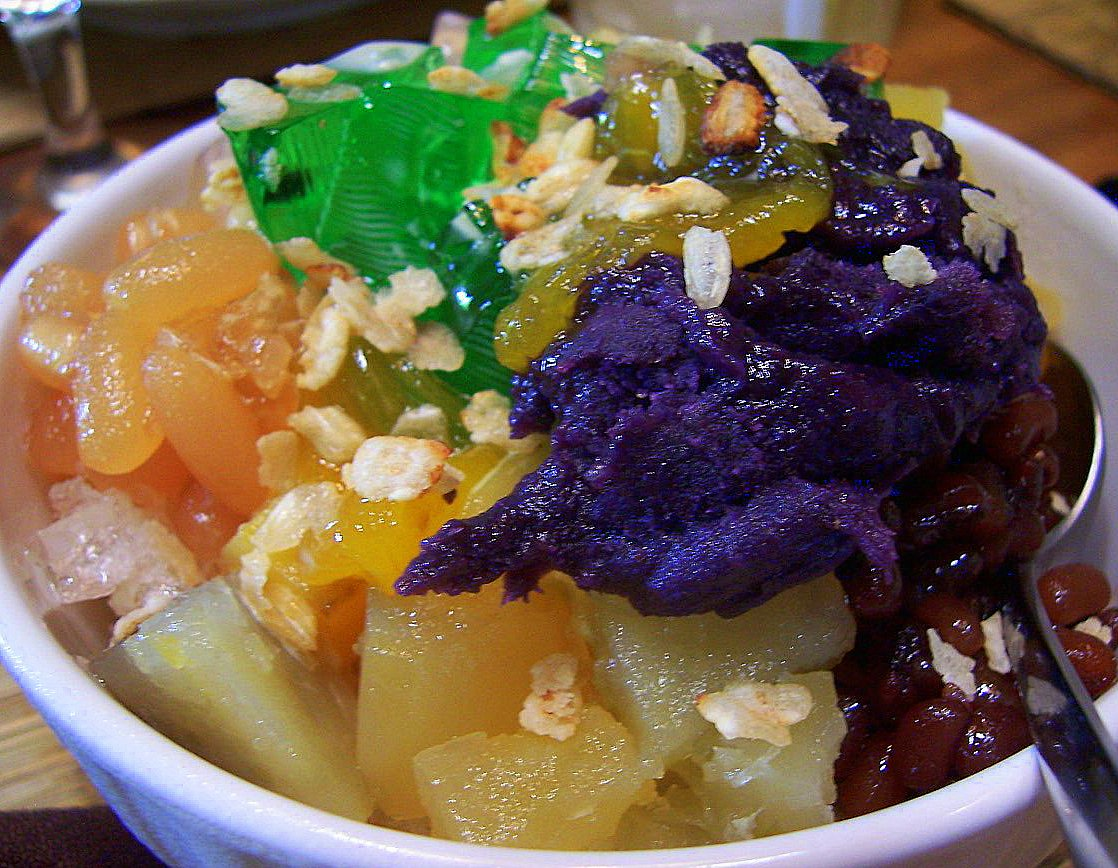
Halo-halo in Quezon City

Halo-halo (aus Tagalog Mischmasch, Mix) ist ein weitverbreitetes Dessert der philippinischen Küche.

## Zutaten
Es besteht aus den Grundzutaten Wassereis (Shaved Ice), Kondensmilch, Mungbohnen, Gartenbohnen, Kichererbsen, Kokosstreifen sowie Kochbananen, die je nach Region und Geschmack mit verschiedenen weiteren Zutaten ergänzt werden. 
Beispiele für weitere Zutaten sind Gelatinewürfel (oder Agar), Jackfrucht, Sternapfel (Cainito), Tapioka, Sago, Nata de coco, Ube (violetter Yams), Süßkartoffeln, Zuckermais und Leche Flan. 
In neueren Rezepten wird auch Speiseeis verwendet.

## Bedeutung
Halo-halo ist heute das meistverkaufte Produkt der philippinischen Fastfoodkette Chowking.
Die Black Eyed Peas erwähnen Halo-halo in ihrem Song Mare aus ihrem fünften Studioalbum The E.N.D. („let me know what it takes to get close and mix like halo-halo“).